# Qillwaqucha (Cajamarca)
Qillwaqucha  est un lac au Pérou situé dans la région de Cajamarca, province de Cajamarca, district de Namora. Le village sur sa rive est est également nommé Qillwaqucha (Quelluacocha).  